# 格拉布尼克 (佩列梅什利亞內區)
49°36′34″N 24°27′34″E / 49.60944°N 24.45944°E
格拉布尼克（烏克蘭語：Грабник），是烏克蘭西部的村莊，隸屬利維夫州的利維夫區。該村始建於1458年，面積1.35平方公里，海拔高度359米，2001年人口81，人口密度每平方公里60人。